# Pas-de-Jeu
Pas-de-Jeu is een gemeente in het Franse departement Deux-Sèvres (regio Nouvelle-Aquitaine) en telt 371 inwoners (1999). De plaats maakt deel uit van het arrondissement Bressuire.

## Geografie
De oppervlakte van Pas-de-Jeu bedraagt 11,2 km², de bevolkingsdichtheid is 33,1 inwoners per km².
De onderstaande kaart toont de ligging van Pas-de-Jeu met de belangrijkste infrastructuur en aangrenzende gemeenten.

## Demografie
Onderstaande figuur toont het verloop van het inwonertal (bron: INSEE-tellingen).